# 永遠に美しく…
『永遠に美しく…』（とわにうつくしく、原題: Death Becomes Her）は、1992年のアメリカ映画。ロバート・ゼメキス監督。不老不死の秘薬を飲んだ女性達の騒動を通して、「いつまでも若く美しくありたい」という願望を、ブラックユーモアを交えて描くブラック・コメディ映画。出演はメリル・ストリープ、ブルース・ウィリス、ゴールディ・ホーン他。

## ストーリー
1978年、アメリカ。落ち目を迎えたかつての人気女優・マデリーンのもとに、旧友ヘレンが訪れ、有名な美容外科医アーネストと婚約したと自慢してくる。ところがアーネストはマデリーンを一目見て魅了され、ヘレンを捨ててマデリーンと結婚してしまう。
14年後、50代となり容姿の衰えに悩むマデリーンは若返ったかのように美しくなったヘレンと再会する。対抗心を燃やすマデリーンは謎の美女リスルから、大金と引き換えに「永遠に美しくなれる」という秘薬を手に入れる。薬によって若く引き締まった肉体に戻ったマデリーンだったが、リスルからは「決して体を傷つけるな」という謎めいた忠告を受ける。
一方、マデリーンへの復讐を考えるヘレンは、死体修復師に落ちぶれてマデリーンとの冷め切った結婚生活にも疲弊しているアーネストと密会し、マデリーンを殺害する計画を持ち掛けていた。アーネストは計画の露見に不安を抱くが、帰宅したマデリーンからの罵倒に激怒し、マデリーンを衝動的に階段から突き落としてしまう。だが、マデリーンは全身が骨折し、首が180度回転した状態でも生きていた。マデリーンの「死」を知らされたヘレンは、遺体を処理するためアーネストのもとへ駆けつける。しかしアーネストによって修復されていたマデリーンは猟銃を持ち出し、ヘレンを撃ち殺してしまう。しかし、ヘレンも体に風穴を開けられたにもかかわらず平然とした様子で立ち上がってくる。実はヘレンもリスルの秘薬を飲んでいたのだ。
2人が飲んだその秘薬は「いつまでも年を取らない永遠の美」を与えると同時に、「一度でも死ぬような致命傷を負えば、体自体は死んだ状態となり傷も治らないまま永遠に生き続けなければならなくなる」という恐ろしい効果を持った霊薬だったのである。
互いに殺し合うマデリーンとヘレンだったが、どちらも不死の肉体ゆえに決着がつかない。馬鹿馬鹿しくなった2人は争いを止め、互いに謝罪し、長年の確執を越えて和解。意気投合した2人は、死体修復師としては確かな腕を持つアーネストにも秘薬を飲ませて不老不死にし、永遠に自分達の肉体の修復係にしようと目論み、アーネストを気絶させ、リスルの屋敷へと運び込んだ。
屋敷で意識を取り戻したアーネストは、リスルから永遠の不老不死の素晴らしさを説かれるが、不老不死となればこの先マデリーンとヘレン以外の親しい人々が次々に年老いて他界していく中、自分だけが永遠に取り残されてしまうという悪夢のような未来が待っていると悟り、秘薬を否定してリスルに反発、利己的なマデリーンとヘレンに縛られることを拒絶し、屋敷から逃げおおせた。
心機一転したアーネストは、50歳で出会った女性と結婚し愛する我が子や孫にも恵まれながら、自ら始めた慈善事業でも多くの人々の記憶に残るような様々な功績を成し遂げていき、秘薬を巡る騒動から37年後に老衰で大往生を迎えた。アーネストの葬儀の場には多くに人々が集まり、その片隅にはマデリーンとヘレンもいた。2人の顔は塗り潰した肌色の塗料がひび割れ、手の指の一部も欠損していた。帰り道、階段から転げ落ちた2人の体は砕け散り生首だけになるが、そんな有様になっても2人は生きており、転がってきたヘレンの生首がマデリーンの生首に、何事もなかったかのように車を停めた場所を尋ねるのだった。

## 登場人物
マデリーン・アシュトン
本作の主人公。ヘレンからの通称は「マッド」。元人気女優だが、コンサートは酷評に終わるなど落ち目を迎え、50代となった現在は仕事がない。容姿の衰えを多いに恐れており、14年ぶりに再会したヘレンの美貌をいぶかしがると同時に対抗心を燃やし、エステ会社の社長に教えられたリスルの屋敷を訪ね、秘薬によって若返る。
ヘレンの恋人を奪い続けてきたが、それはかつて彼女に「安っぽい女」と言いふらされ、友人としての扱いも酷かったことへの報復である。アーネストとの略奪婚も報復の1つでしかなく、端から愛情のない結婚だったため今では関係が冷え切っており、若い男ダコタと肉体関係を持っている。酷く扱われたダコタから「年増はオッサンと付き合え」と皮肉を言われたことをきっかけに、リスルの屋敷を初めて訪れる。
ヘレン・シャープ
もう1人の主人公。マデリーンからの通称は「ヘル」。昔からマデリーンに恋人を寝取られるという仕打ちを受け続けている。婚約者であるアーネストが誘惑に勝てるかどうか試すためマデリーンに会わせた結果、結局寝取られてしまって激しい怒りとストレスから激太りし、7年後には病院送りとなってしまった。カウンセリングを受ける内に前向きな心持を取り戻しつつ、その前向きさをマデリーンへの復讐という歪んだ方向へ向けていく。
1985年10月26日にリスルの秘薬を飲んでいる。秘薬の服用から7年後、50歳を迎え現在は人気作家になっており、新作の出版記念パーティーにマデリーンとアーネストを招待して再会を果たした。
アーネスト・メンヴィル
かつて医師の界隈では有名だった元美容外科医でマデリーンの夫。かつてはヘレンの婚約者だったが、マデリーンとの結婚後、ビバリーヒルズの大邸宅でマデリーンと住んでいる。昔から優柔不断な性格で女性からの誘惑に弱く、愛のない結婚生活の辛さを度々酒でごまかすほどに疲れ切った挙句に勃起不全までも患っている。マデリーンの浪費癖を支えるために働き詰めた末に死体修復師へと落ちぶれているものの、腕利きの外科医だった経験が生かされたのか死体修復としての腕は折り紙付きである。ただし、マデリーンとヘレンには及ばないながらも人間性に問題があり、かつて修復を行った遺体の遺族に対して「修復はペンキのスプレーで行っている」と平然と明かしていた。
いがみ合っていたマデリーンとヘレンの争いに終始翻弄された上、和解し意気投合した彼女らに自分達の体の修復をこの先もさせる目的で気絶させられてリスルの館へ運ばれる。そしてリスルから秘薬を渡され、永遠の不老不死になるために飲むよう強く勧められるも、最終的にはそれが「親しい人達が死ぬのをいつまでも看なければならない悪夢」と断じて拒否し、追ってきたマデリーンとヘレンからの要求も改めて突っぱねると、渡された秘薬も捨てる形で手放し2人から逃亡していった。
その後は真っ当な人生を歩もうと努力し、50歳で新たに出会って結婚した妻との間に息子2人と娘4人も設けて幸せな家庭を築きながら、慈善家として目覚ましい活動にも取り組んで多くの功績を残し、一連の騒動から37年後に老衰で悔いなく生涯を終える。そして葬儀においても牧師から「親友の心や子孫達の人生に宿ることにより、真の意味で永遠に生き続ける男」と賛辞を受けた。
リスル・フォン・ローマン
秘密クラブの主催者である謎めいた美女。本人曰く実年齢は71歳だが、秘薬の力により20代の美貌を保っている。彼女の生い立ちや秘薬を手にするに至った経緯は明かされていない。
自ら秘薬を求めたマデリーンに対しては高額な代金を要求した一方、彼女らに連れてこられたアーネストには無償で秘薬を提供し、強引に飲ませようとしている。
秘薬
飲むと肉体が永遠の若さを保ちながら不老不死になる薬。ただし、指先を切った程度の傷であれば即座に癒えるが、死に至る致命傷だと傷は二度と癒えなくなり、肉体は死んだ状態のまま損傷すら関係なく活動が可能になる。また、長期間が経てば体は蝋人形のように変質してしまい、薬を飲んで37年の月日が経ったマデリーンとヘレンは階段から転落し地面に叩きつけられた際に体がバラバラに砕け散ってしまった。
シャガール
エステ店の社長。貪欲に美しさを求めるマデリーンに対し、リスルの屋敷の住所が書かれた紙を手渡した。
アンナ
エステ店の女店員。22歳。マデリーンも認めるピチピチ肌の巨乳。

## キャスト
| 役名                     | 俳優                           | 日本語吹替                                                | 日本語吹替                   | 日本語吹替 |
| 役名                     | 俳優                           | ソフト版                                                  | 日本テレビ版                 |            |
| ------------------------ | ------------------------------ | --------------------------------------------------------- | ---------------------------- | ---------- |
| マデリーン・アシュトン   | メリル・ストリープ             | 池田昌子                                                  | 一柳みる                     |            |
| ヘレン・シャープ         | ゴールディ・ホーン             | 井上瑤                                                    | 藤田淑子                     |            |
| アーネスト・メンヴィル   | ブルース・ウィリス             | 羽佐間道夫                                                | 樋浦勉                       |            |
| リスル・フォン・ローマン | イザベラ・ロッセリーニ         | 高島雅羅                                                  | 駒塚由衣                     |            |
| シャガール               | イアン・オギルビー             | 伊藤和晃                                                  | 納谷六朗                     |            |
| アンナ                   | ミシェル・ジョンソン           | 達依久子                                                  | 井上喜久子                   |            |
| 医師                     | シドニー・ポラック             | 青森伸                                                    | 小林清志                     |            |
| 牧師                     | ジョン・イングル               | 星野充昭                                                  | 山ノ内雅人                   |            |
| ダコタ                   | アダム・ストーク               | 荒川太郎                                                  | 後藤敦                       |            |
| ローズ                   | ナンシー・フィッシュ           |                                                           | 定岡小百合                   |            |
| 精神医                   | アライーナ・リード・ホール     |                                                           | 水原リン                     |            |
| アダムス夫人             | メアリー・エレン・トレイナー   |                                                           | 磯辺万沙子                   |            |
| メグ                     | メグ・ウィットナー             |                                                           | 速見圭                       |            |
| ノーマン                 | ジョナサン・シルヴァーマン     |                                                           | 小島敏彦                     |            |
| フランクリン             | ウィリアム・フランクファーザー | 島香裕                                                    | 岩田安生                     |            |
| 女医                     | スーザン・ケラーマン           |                                                           | 森ひろ子                     |            |
| エルビス                 | ロン・ステイン                 |                                                           | 佐々木誠二                   |            |
| 不明 その他              |                                | 丸山詠二 伊井篤史 久保田民絵 金野恵子 定岡小百合 渡辺美佐 | 服部幸子 浅野まゆみ 小野英昭 |            |

- ソフト版：DVDなどに収録。配信にも使用されている。
- 日本テレビ版：初回放送1996年9月20日『金曜ロードショー』

## スタッフ
- 監督：ロバート・ゼメキス
- 脚本：デヴィッド・コープ
- 撮影：ディーン・カンディ
- SFX：ILM
- 音楽：アラン・シルヴェストリ
- 日本語字幕：戸田奈津子

(以下アカデミー視覚効果賞受賞スタッフ)
- VFXスーパーバイザー：ケン・ローストン
- VFXアートディレクター：ダグ・チャン
- CGスーパーバイザー：ダグ・スマイス
- 特殊メイクデザイン：トム・ウッドラフJr.

## エピソード
- 特殊メイクは大御所のディック・スミスがサポートした。
- アカデミー賞の授賞式において、壇上に上がった4人がテレビ中継でカットされてなるものかとそれぞれ簡潔に関係者や家族への感謝の言葉を早口で述べた結果、4人合わせて40秒を切るという珍事が起きた。これに対して、司会のビリー・クリスタルは腕時計を見ながら「今のは新記録だね」と言って客席を沸かせている。
- ケン・ローストンは『バック・トゥ・ザ・フューチャー』以来、ゼメキス監督作品の常連である。この作品から2年後には『フォレスト・ガンプ/一期一会』に携わり、再びゼメキス監督作品でオスカーを手にする事になる。
- ILMがオプチカル・プリンターを使った最後の作品となった。
- 秘薬を飲んだ人物として「1人になりたいと言った女優」が挙がるほか、人前に姿を表したエルヴィス・プレスリー、車を盗まれるジェームズ・ディーンなどがいる。

## 地上波放送履歴
音源は全て日本テレビ版を使用。
| 回数  | テレビ局   | 番組名             | 放送日        |
| ----- | ---------- | ------------------ | ------------- |
| 初回  | 日本テレビ | 金曜ロードショー   | 1996年9月20日 |
| 2回目 | 日本テレビ | 金曜ロードショー   | 1998年9月18日 |
| 3回目 | 日本テレビ | 金曜ロードショー   | 2000年8月4日  |
| 4回目 | 日本テレビ | 金曜ロードショー   | 2003年7月18日 |
| 5回目 | テレビ東京 | 午後のロードショー | 2006年5月25日 |
| 6回目 | テレビ東京 | 午後のロードショー | 2008年3月19日 |
| 7回目 | テレビ東京 | 午後のロードショー | 2015年4月14日 |